# Myopa chusanensis
Myopa chusanensis är en tvåvingeart som beskrevs av Ouchi 1939. Myopa chusanensis ingår i släktet Myopa och familjen stekelflugor. Inga underarter finns listade i Catalogue of Life.